# Ставщина
Ставщина (ставовое) — вид налога (подати), применявшийся в Речи Посполитой, в денежном или натуральном виде за право на ловлю рыбы в водоёмах (реках, прудах, озёрах), принадлежавших шляхтичам. Известна с XIV века по первую половину XIX ст. Размер платы зависел от площади водоëма и его зарыбленност

## Ссылка
- История городов и сел УССР . Гл.редакция Украинской советской энциклопедии. Киев. 1978